# Jaśkowicze
Jaśkowicze (biał. Яскавічы; ros. Ясковичи) – wieś na Białorusi, w obwodzie mińskim, w rejonie soligorskim, w sielsowiecie Dołhe, nad Moroczem.
W dwudziestoleciu międzywojennym leżały w Polsce, w województwie poleskim, w powiecie łuninieckim, w gminie Lenin (Sosnkowicze), tuż przy granicy ze Związkiem Sowieckim. Mieściła się tu wówczas strażnica KOP „Jaśkowicze”.
Do 30 października 2009 siedziba sielsowietu Jaśkowicze, w skład którego oprócz Jaśkowicz wchodziły Morocz i Wielki Las